# 東祥高
東 祥高（あずま よしたか、1948年4月12日 - 2012年10月11日）は、日本の作曲家、シンセサイザー奏者。奈良県大宇陀町（現・宇陀市）出身。妻は、五つの赤い風船のリードボーカルであった藤原秀子。
あぷるぱみす（おおたぼう、村上律、東祥高）、五つの赤い風船の元メンバー。

## 人物
アルバム『シンセサイザー組曲「エイシアン・ウインド」』から『シンセサイザー組曲「ファー・フロム・エイシア」』まではあずまよしたか名義、アルバム『AZUMA』から『THE WANDERER』まではAZUMA名義で活動していた。アメリカのプライベート・ミュージックレーベルに最初に参加した日本人である。

## シンセサイザー奏者として

### 1970年代
1976年、大阪市淀川区に「TON STUDIO」を開設。それまでは、PAレンタル会社を経営していた。東は、冨田勲によるシンセサイザー多重録音アルバム「月の光」に衝撃を受け、自分もこれと同様に一人でオーケストラ全パートを多重録音して、音楽を紡ぎたいと決意。PA会社を知人に譲って、ローランド「SYSTEM 700」とデジタルシーケンサー（＝マイクロコンポーザー）「MC-8」とともに、フルモデルで購入した。冨田勲氏はモジュラーシンセサイザーとしては最高峰と言える「MOOG III」を使用していたことでも知られていたが、当時の東にとっては余りに高価であり、知人に「SYSTEM 100（最も小さなシステムシンセサイザー）をパッチしながら『これはモーグ』と思って操作していた」と漏らしている。その後、「MOOG III」とほぼ同等の性能を持つ「SYSTEM 700」を手にしたことで、東はシンセサイザー・アーティストとしてのキャリアをスタートさせた。当時の「TON STUDIO」の録音システムは、TEACの8トラックレコーダーとミキサーを使用していた。
音楽制作工房として「TON STUDIO」は仕事を始めたものの、当時はシンセサイザーそのものがまだ楽器としての認知度は低く、東への発注の多くはテレビやラジオ、舞台やイベントなどでの「効果音」の作成だった。モジュラーシンセサイザーで音楽を作るには、複雑な工程とそれなりの時間が必要であり、バンド編成などによる「オリジナル音源の作成」と比較するとあまりに非効率だと、放送局など発注主からは見られていた。この局面を打開するために、東はあらゆる仕事を工賃や締め切りに関わらず受注し、日常は文字通り殺人的となった。連日、「TONスタジオ」に泊まり込み、20秒や30秒程度の長さの「効果音」や「イメージ音」を大量に制作し、その多くで顧客の満足を得ている。この奮闘が後の創作活動の基本となる『思い通りにSYSTEM 700を操る』技術研修にもなったと思われる。

### 1980年代
1980年ごろから、知人を介してABC朝日放送ラジオの音源制作を請け負うようになり、「ラジオキャンペーン“海を美しく”」の音楽などとともに、当時の朝日音楽出版のプロデューサー橋本博夫のもとで「ヤングリクエストのテーマ」などを制作した。発注が常時途切れることがなく入るようになり、収入が安定してくると、東は作業の便を考えて大阪市大淀区の朝日放送（旧社屋）の近くに広さも機材も数段グレードアップさせたスタジオを開き、“新しいTONスタジオ”という意味から「NEW*TON STUDIO」と名付けた。最終的に、東は亡くなるまで、ここで活動している。
この頃、東は既に、「ムーンライト・オブ・エイシア」（日本コロムビア＝廃盤）を始めとする「エイシアン三部作」に含まれる多数の楽曲の制作を独自に始めており、橋本氏がこの音源をデモとして、レコード各社にプロモーションをかけ、日本コロムビアと契約が成立した。これによって、東は「五つの赤い風船」を離れて以来、メジャー再デビューすることとなった。
また1980年頃にたまたま遊びに行った松浦雅也がTON STUDIOでアルバイトをすることになる。その後本格的に働き始め、後述するFairlight CMIを導入する際にはNEW*TON STUDIOを法人化する必要があり、松浦が名義上社長になった。またこの際にSF小説家の小松左京がリースの連帯保証人となっている。松浦は1993年頃までNEW*TON STUDIOに在籍した。
一方で、楽器としてのアナログシンセサイザーは他の先端機器同様、徐々にデジタル化の波に洗われるようになりはじめていて、東のスタジオでもオーバーハイムやプロフェット5など、デジタルな機能を備えた機材が少しずつ増えるようになった。さらにこの時期、東を高く評価していた小松左京が、自ら関わる関西地区のイベントなどで、たびたび東を音楽監督に指名した。断固として「大阪」「近畿地方」を離れず、特に出身地の「奈良」「やまと」を魂の根源とする創作活動について、自らの日本的ルーツを尊ぶその精神性と中央志向を嫌う反骨精神も評価されたものと見られている。
近畿地方を重要視する東のこういった活動がマスコミ各社からの注目を集めるようになり、朝日放送のほかにも関西テレビやNHK大阪放送局などから、次々と発注が舞い込むようになった。中でも、奈良国立文化財研究所の監修による国宝の美の秘密をドキュメンタリーで追ったNHK大阪放送局のシリーズ番組「国宝への旅」の音楽担当は、東の文化志向ともコンセプトが完全に一致し、楽曲イメージを古えの国宝美術品で喚起させるという、音楽家としては得難い機会になった。
そしてついに1982年、東はデジタルシンセサイザー「Fairlight CMI IIx」を購入する。この楽器は東の楽曲制作に対する考え方を根本から覆した。具体的な音がイメージできれば、サンプリングされたそのものの音を使って作曲することが出来るようになった。このころから、東の作風は「日本人的な心に響く音色やメロディの懐かしさ」を追求した、より聴きやすいものになっていった。
メロディとアンサンブルに集中できる時間が増えれば増えるほど、東の志向は「まほろばの響きの記憶」に向かうようになり、自然、楽曲のテーマとして選ぶ対象は「阿騎野」「やまとしうるわし」など、自らのルーツとも言える、奈良の風景に限られるようになっていった。

### 2000年代 - 晩年
2000年ごろ、奈良で行われたとあるイベントの音楽監督に現場でどういう音色を加えれば良いかアドバイスを求められ、「篠笛と鼓を加えれば良いのではないか」と答えた東は、その当のイベントに自分自身が加わっていないことに不満を示した。「僕がやりたかったのは、こういう音楽」と感じたものと思われる。
このころから、東は篠笛奏者・井上真美とユニット「AZUMA組」として楽曲制作をするようになり、後に能楽鼓奏者・清水皓祐が加わって、東祥高の楽曲スタイルは完成に近づいた。「AZUMA組」の創作活動がいよいよ最盛期を迎えようとしていたが、2012年10月11日、肺炎で死去。64歳没。

## ディスコグラフィー

### アルバム

#### オリジナルアルバム
|                                                          | 発売日         | タイトル                                       | 規格           | 規格品番       |
| 日本コロムビア                                           | 日本コロムビア | 日本コロムビア                                 | 日本コロムビア | 日本コロムビア |
| -------------------------------------------------------- | -------------- | ---------------------------------------------- | -------------- | -------------- |
| 1st                                                      | 1981年1月      | ムーンライト・オブ・エイシア/東祥高の世界      | LP             | YF-7005-AX     |
| 1st                                                      | 2013年4月17日  | ムーンライト・オブ・エイシア/東祥高の世界      | CD             | COCB-54051     |
| 日本コロムビア あずまよしたか 名義                       |                |                                                |                |                |
| 2nd                                                      | 1981年7月      | シンセサイザー組曲「エイシアン・ウインド」     | LP             | YF-7024-AX     |
| 2nd                                                      | 2013年4月17日  | シンセサイザー組曲「エイシアン・ウインド」     | CD             | COCB-54052     |
| 3rd                                                      | 1982年2月      | シンセサイザー組曲「ファー・フロム・エイシア」 | LP             | YF-7043-AX     |
| 3rd                                                      | 2013年4月17日  | シンセサイザー組曲「ファー・フロム・エイシア」 | CD             | COCB-54053     |
| アルファレコード / プライベート・ミュージック AZUMA 名義 |                |                                                |                |                |
| 4th                                                      | 1987年9月25日  | AZUMA                                          | LP             | PMP-28016      |
| 4th                                                      | 1987年9月25日  | AZUMA                                          | CD             | 32XB-191       |
| 5th                                                      | 1988年9月25日  | THE WANDERER                                   | CD             | 32XB-296       |
| NECアベニュー                                            |                |                                                |                |                |
| 6th                                                      | 1990年12月21日 | 救いの宇宙〜Purification〜                     | CD             | NACL-1012      |
| 7th                                                      | 1991年10月21日 | 阿騎野〜Mind of Genesis                        | CD             | NACL-1042      |
| 8th                                                      | 1994年10月21日 | Beyond the Ages 〜時空をこえて〜               | CD             | NACL-1165      |
| 9th                                                      | 1996年1月20日  | 大和麗 やまとしうるわし                        | CD             | NACL-1200      |
| オーセンティック                                         |                |                                                |                |                |
| 10th                                                     | 1996年3月      | オルセー美術館展・時の群像                     | CD             | AUCD-001       |
| キングレコード / encore                                  |                |                                                |                |                |
| 11th                                                     | 1999年8月27日  | やまとの心〜国宝への旅                         | CD             | KICS-2308      |
| 12th                                                     | 1999年8月27日  | やまとの心〜美の銘刻                           | CD             | KICS-2309      |
| 13th                                                     | 1999年8月27日  | やまとの心〜遥かなる大和                       | CD             | KICS-2310      |
| 14th                                                     | 1999年8月27日  | やまとの心〜永遠なる雅                         | CD             | KICS-2311      |
| 15th                                                     | 1999年8月27日  | やまとの心〜至高の輝き                         | CD             | KICS-2312      |
| 16th                                                     | 1999年8月27日  | やまとの心〜古都はるか                         | CD             | KICS-2313      |
| COPOTO Records/Q-bric Records                            |                |                                                |                |                |
| 17th                                                     | 1991年         | 遥かなる大和 Wind of Benevolence               | CD             | COPOTO-12      |
| 18th                                                     | 1996年12月27日 | かぎろひシンフォニー                           | CD             | NW-1009        |
| AtelierVision                                            |                |                                                |                |                |
| 19th                                                     | 不明           | JAPAN                                          | CD-R           | AL-403         |
| 20th                                                     | 2008年11月     | いにしへの音 1                                 | CD             | PL-010         |
| 21st                                                     | 2008年11月     | いにしへの音 2                                 | CD             | PL-011         |
| 22nd                                                     | 2009年7月      | いにしへの音 3                                 | CD             | PL-015         |
| 23rd                                                     | 2009年7月      | いにしへの音 4                                 | CD             | PL-016         |

#### サウンドトラック
|                          | 発売日         | タイトル                                                 | 規格          | 規格品番      |
| NECアベニュー            | NECアベニュー  | NECアベニュー                                            | NECアベニュー | NECアベニュー |
| ------------------------ | -------------- | -------------------------------------------------------- | ------------- | ------------- |
| 1st                      | 1989年7月21日  | NHK「国宝への旅」オリジナル・サウンドトラック            | CD            | N29C-31       |
| 2nd                      | 1995年6月21日  | パンツァードラグーン オリジナル・フルサウンドバージョン  | CD            | NACL-1181     |
| NECアベニュー D-RAM 名義 |                |                                                          |               |               |
| 3rd                      | 1995年9月21日  | 卍舞2 妖艶三女濡れ絵巻 オリジナル・サウンドトラック      | CD            | NACL-1191     |
| ポリドール               |                |                                                          |               |               |
| 4th                      | 1995年3月25日  | PANZER DRAGOON オリジナル・サウンドトラック              | CD            | POCH-2219     |
| Sony Records AZUMA 名義  |                |                                                          |               |               |
| 5th                      | 1995年11月22日 | 東京ダンジョン オリジナル・サウンドトラック              | CD            | SRCL-3447     |
| Vap                      |                |                                                          |               |               |
| 6th                      | 1996年10月2日  | O.V.A. パンツァードラグーン オリジナル・サウンドトラック | CD            | VPCG-84617    |
| avex trax                |                |                                                          |               |               |
| 7th                      | 1997年9月26日  | VIRUS オリジナル・サウンドトラック                       | CD            | AVCD-11595    |

## 音楽を手掛けた作品

### テレビ番組
NHK
- NHK特集 「実験推理 飛鳥石舞台」（1984年3月9日）
- 国宝への旅（1986年）

### ゲーム
- PANZER DRAGOON（1995年）

### OVA
- パンツァードラグーン（1996年）

### 映画
- チンピラぶるーす ど・アホ!（1996年）

### その他
- 野村證券京都支店・天井吊り下げ型からくり時計「祇園長刀鉾からくり時計」(作曲)
- 北陸銀行本店ほくぎんひろば・壁面組み込み型からくり時計「ウッディクロック」(作曲)